# Obersiebenbrunn
Obersiebenbrunn là một thị trấn ở huyện Gänserndorf thuộc bang Niederösterreich nước Áo. Đô thị Obersiebenbrunn có diện tích 26,93 km², dân số năm 2001 là 1416 người.